# Shidler
Shidler é uma cidade localizada no estado norte-americano de Oklahoma, no Condado de Osage.

## Demografia
Segundo o censo norte-americano de 2000, a sua população era de 520 habitantes.
Em 2006, foi estimada uma população de 518, um decréscimo de 2 (-0.4%).

## Geografia
De acordo com o United States Census Bureau tem uma área de
2,0 km², dos quais 2,0 km² cobertos por terra e 0,0 km² cobertos por água. Shidler localiza-se a aproximadamente 337 m acima do nível do mar.

## Localidades na vizinhança
O diagrama seguinte representa as localidades num raio de 20 km ao redor de Shidler.